# 東京ディズニーシー15周年“ザ・イヤー・オブ・ウィッシュ”
『東京ディズニーシー15周年“ザ・イヤー・オブ・ウィッシュ”』(Tokyo DisneySea 15th Anniversary "The Year of Wishes")は2016年4月15日から2017年3月17日まで東京ディズニーシー (TDS)で開催された東京ディズニーシー15周年アニバーサリーイベントの総称。
東京ディズニーシー・ホテルミラコスタも同様に開業15周年を迎えるため、同スケジュールで館内に装飾が施されるほか、レストランで特別なメニューを提供する。

## 概要
“Wish”をテーマとする。
また“Wish”の象徴として「クリスタル」が設定される。ディズニーの仲間たちは、それぞれの“Wish”を表現する「ウィッシュ・クリスタル」を身につけ、TDS内のデコレーションは「ウィッシュ・クリスタル」をモチーフとしたものとなり、グッズもこれに倣う。
2015年11月6日から11月8日に千葉県浦安市舞浜アンフィシアターで開催されたイベント「D23 Expo Japan 2015」で、コンセプトアート、限定グッズのデザインやサンプルが展示された。

## テーマソング
東京ディズニーシーの15周年のテーマソングとして、『When Your Heart Makes a Wish』が新規に作成された。

## 期間中のイベント
以下のイベント・プログラムが公演されていた。（開催時期順）
併記した英文イベント名はオリエンタルランドの広報に拠る。
プレビュー・ナイト
2016年4月13日19時〜22時30分に開催される。
スペシャル・ナイト
2016年4月14日19時〜22時30分に開催される。
「クリスタル・ウィッシュ・ジャーニー(Crystal Wishes Journey)」の公演開始
4月15日〜2017年1月12日までの期間限定で、メディテレーニアンハーバーで開催された水上ショー。
「ビッグバンドビート(Big Band Beat)」のリニューアル
4月15日よりショー内容、登場キャラクター、衣装を一部変更しリニューアルする。
2017年3月17日までの期間限定で、カーテンコールで15周年テーマソング「When Your Heart Makes a Wish」が使用される。

「“ザ・イヤー・オブ・ウィッシュ”グリーティングドライブ」の公演開始
15周年のスペシャルコスチュームを着たミッキーマウスやミニーマウスたちが、15周年の装飾が施されたビッグシティ・ヴィークルに乗車し、アメリカンウォーターフロントのニューヨークエリアを巡回する。登場キャラクターは時期などにより異なる。
スペシャルプログラム「ディズニー七夕デイズ(Disney Tanabata Days)」
6月16日〜7月7日
期間中公演された「七夕グリーティング」では、15周年テーマソングが使用された。
「アウト・オブ・シャドウランド(Out of Shadowland)」の公演開始
7月9日よりロストリバーデルタのハンガーステージで開催される新規ミュージカルショー。
スペシャルイベント「ディズニー・サマーフェスティバル(Disney Summer Festival)」
7月9日〜8月31日
スペシャルイベント「ディズニー・ハロウィーン(Disney's Halloween)」
9月9日〜10月31日
スペシャルイベント「クリスマス・ウィッシュ(Christmas Wishes)」
11月8日〜12月25日
スペシャルプログラム「ニューイヤーズ・イヴ」
2016年12月31日午後8時〜2017年1月1日午後7時(特別営業時間帯)
スペシャルプログラム「お正月のプログラム(New Year's Program )」
2017年1月1日〜1月5日
スペシャルプログラム「スウィート・ダッフィー(Sweet Duffy)」
1月13日〜3月17日
スペシャルイベント「東京ディズニーシー15周年アニバーサリー ～グランドフィナーレ～」
「クリスタル・ウィッシュ・ジャーニー ～シャイン・オン！～(Crystal Wishes Journey Shine On!)」の公演開始
1月13日〜3月17日までの期間限定で、メディテレーニアンハーバーで開催された水上ショー。

## ウィッシュ・クリスタル
「Wish」の象徴として設定された色付きのクリスタル。各ディズニーキャラクターもそれぞれの「Wish」を象徴する「ウィッシュ・クリスタル」を持っている。
各ディズニーキャラクターとウィッシュ・クリスタルの組み合わせは以下の通り。
| キャラクター名 | 「Wish」                   | 色             |
| -------------- | -------------------------- | -------------- |
| ミッキーマウス | ウィッシュ・カム・トゥルー | クリア         |
| ミニーマウス   | ラブ                       | 赤             |
| ドナルドダック | フレンド                   | 青             |
| グーフィー     | エナジー                   | 緑             |
| デイジーダック | ジョイ                     | 紫             |
| チップとデール | ファン                     | 黄             |
| プルート       | スマイル                   | オレンジ       |
| ダッフィー     | ラッキー                   | ライトグリーン |

## クリスタル・ウィッシュ・ジャーニー
『クリスタル・ウィッシュ・ジャーニー』(Crystal Wishes Journey)は、メディテレーニアンハーバーで2016年4月15日より15周年期間限定として公演されるショーの名称である。
ミッキーマウスたちディズニーの仲間が、ゲストそれぞれのさまざまな“Wish”を輝かせる冒険の旅立ちを祝う。
DATA
公演場所メディテレーニアンハーバー
公演時間約25分
公演回数1日1〜3回
出演者数約120人
出演キャラクターミッキーマウス、ミニーマウス、プルート、ドナルドダック、デイジーダック、チップ、デール、クラリス、グーフィー、マックス、ダッフィー、シェリーメイ、ジェラトーニ、スティッチ、エンジェル、ジーニー、アブー、ピノキオ、ゼペット、ジミニー・クリケット、スクルージ・マクダック、ホセ・キャリオカ、パンチート

## クリスタル・ウィッシュ・ジャーニー〜シャイン・オン！〜
『クリスタル・ウィッシュ・ジャーニー〜シャイン・オン！〜』(Crystal Wishes Journey: Shine On!)は、メディテレーニアンハーバーで2017年1月13日より15周年グランドフィナーレの期間限定として公演されたショーの名称である。
キャラクターのコスチューム変更、内容の一部変更、夜間公演の追加が行われた。
原則として、昼と夜に1回ずつ公演を行う。
DATA
公演場所メディテレーニアンハーバー
公演時間約25分
公演回数1日2回
出演者数約120人
出演キャラクターミッキーマウス、ミニーマウス、プルート、ドナルドダック、デイジーダック、チップ、デール、クラリス、グーフィー、マックス、ダッフィー、シェリーメイ、ジェラトーニ、スティッチ、エンジェル、ジーニー、アブー、ピノキオ、ゼペット、ジミニー・クリケット、スクルージ・マクダック、ホセ・キャリオカ、パンチート

## スカイハイ・ウィッシュ
『スカイハイ・ウィッシュ』(Sky High Wishes)は、夜間に開催される打ち上げ花火。
クリスタルをイメージした花火が、15周年テーマソング「When Your Heart Makes a Wish」に合わせて打ち上げられる。
2016年7月8日から同年8月31日は休演となる。

## “ザ・イヤー・オブ・ウィッシュ”グリーティングドライブ
15周年のスペシャルコスチュームを着たミッキーマウスやミニーマウスたちが、15周年の装飾が施されたビッグシティ・ヴィークルに乗車し、アメリカンウォーターフロントのニューヨークエリアを巡回する。
DATA
公演場所アメリカンウォーターフロント　ニューヨークエリア
公演時間約10分
公演回数11：00〜17：00の間に1日1〜2回公演
※出演キャラクターは公演によって異なる。

## 東京ディズニーシー15周年・スペシャルパレード“ザ・イヤー・オブ・ウィッシュ”
『東京ディズニーシー15周年・スペシャルパレード“ザ・イヤー・オブ・ウィッシュ”』は、2016年3月27日より日本の15都市を訪問、各地のお祭りなどのイベントにミッキーマウスらが参加する企画の名称。
新制作の「ドリームクルーザーIII」と東京ディズニーリゾート30周年“ザ・ハピネス・ツアー”でも用いられた「ドリームクルーザーII」に15周年の飾り付けをした車両を用いる。
2016年2月25日時点で参加が発表されている都市とイベントは以下の通り。
- 3月27日 沖縄県豊見城市 We Are One 豊見城パレード
- 4月3日 愛媛県松山市 松山春まつり
- 4月23日 広島県尾道市 尾道みなと祭
- 5月15日 兵庫県神戸市 第46回神戸まつり
- 5月20日 山形県酒田市 酒田祭
- 5月29日 静岡県三島市 みしま花のまちフェア
- 6月5日 石川県金沢市 金沢百万石まつり
- 7月18日 宮城県塩釜市 第69回塩竈みなと祭
- 7月23日 岡山県倉敷市 倉敷天領夏祭り
- 8月2日 北海道函館市 開港157周年記念 函館港まつり
- 8月6日 新潟県新潟市 新潟まつり

## その他
- 2016年4月15日には、サプライズとしてイベントのオープニングセレモニーが予定されていたが、前日の熊本地震の発生を受け中止された[12]。上記の『クリスタル・ウィッシュ・ジャーニー』などの記念イベントは予定通り開催されている[12]。
- 開業日である2016年9月4日にセレモニーが行われた[13]。
- ディズニーリゾートラインは同様のイベントのためのラッピングライナー『”ザ・イヤー・オブ・ウィッシュ”ライナー』を2016年4月15日から2017年3月17日まで運行していた。また、期間限定のフリー切符も発売していた。
- 京葉線舞浜駅では、イベントにあわせて、2016年4月15日から2017年3月17日までテーマソングの「When Your Heart Makes a Wish」が発車メロディーに使用されていた。